# SimPark
SimPark — відеогра в жанрі симулятор життя, створена і видана студією Maxis в 1996 році для Windows 3.x, Windows 95, і Mac OS.

## Ігровий процес

Скріншот відеогри SimPark

Гравець отримує завдання від певного керівника облаштувати по новому парк, зробивши його флору і фауну більш різноманітними. Гравець повинен облаштовувати дику місцевість і зберігати баланс у природі, наприклад якщо не висадити певний вид квітів, вони не привернуть увагу бджіл, які не справляться із запиленням і багато рослин в результаті загинуть до наступного сезону. Парк крім рослин можна заселяти різними тваринами, для яких повинне бути створене комфортне середовище проживання і можливість харчуватися. Одна з важливих цілей гравця — підтримувати природний ланцюжок між флорою і фауною, а також захищати ліс від забруднення і пожеж. Наприклад щоб позбутися від звалища, можна заселити парк щурами і чорними ведмедями, які харчуються вмістом сміття. Серед інших небезпек зустрічаються торнадо, рослини — пуерарії, які можуть оповити цілий ліс і «поглинути» його, а також вторгнення прибульців.

## Критика
Критик сайту Allgame Марк Канарик зазначив, що гра хоч і призначена для дітей, вона може також зацікавити і дорослих. Безліч речей, таких як тварини, їх взаємодія з лісом і людиною, а також різні катаклізми роблять гру неймовірно захоплюючою.
Критик журналу GameSpot Ребекка Андерсон зазначила, що гра сама по собі оманлива і на перший погляд здається простою, але насправді підтримувати баланс в природі виявляється зовсім не легко, потрібно одночасно піклується про рослинність і забезпечувати їжею різних тварин, від травоїдних до хижаків. Гра може багато чому навчити дитину зокрема, як важливий баланс у природі і яким він крихким може бути.